# Craig Handy
| Craig Handy                               | Craig Handy                               |
| Kattints az alábbi külső linkek egyikére! | Kattints az alábbi külső linkek egyikére! |
| ----------------------------------------- | ----------------------------------------- |
| Nem található szabad kép.(?)              |                                           |
| külső link · jogvédett                    | Craig Handy                               |

Craig Handy (Oakland, 1962. szeptember 25. –) amerikai tenorszaxofonos.

## Pályafutása
A kaliforniai Oaklandben született. 1981 és 1984 között Texasban, az Állami Egyetemen tanult.
Art Blakey, Wynton Marsalis, Roy Haynes, Abdullah Ibrahim, Elvin Jones, Joe Henderson, Betty Carter, George Adams, Ray Drummond, Conrad Herwig, Dee Dee Bridgewater partnere is volt. Játszott a Mingus Big Band, a Mingus Dynasty, a Mingus Orchestra tagjaként.
Eljátszotta Coleman Hawkins szerepét a „Kansas City” című 1996-os filmben.

### Zenekarvezetőként
- 1991: Split Second Timing
- 1992: Introducing Three for All + One
- 1999: Reflections in Change
- 2000: Flow
- 2014: Craig Handy & 2nd Line Smith